# Умансько-Ботошанська операція
Умансько-Ботошанська операція — наступальні дії військ 2-го Українського фронту, проведені з 5 березня по 17 квітня 1944 року з метою відвоювання у німецьких військ південно-західних областей України.
Головний удар здійснювався в напрямку Умань—Ямпіль, допоміжний — Новоукраїнка—Первомайськ. Унаслідок операції радянські війська просунулися на 200—250 км, відвоювавши значні території Правобережної України та МРСР і вийшли в північно-східні райони Румунії.

## 1-й етап
Після успішного завершення Корсунь-Шевченківської операції 1944 війська, які брали в ній участь, залишилися в підпорядкуванні 2-го Українського фронту (40-ва, 27-ма, 52-га, 4-та гвардійська, 53-тя, 5-та гвардійська, 7-ма гвардійська, 2-га танкова, 5-та гвардійська танкова, 6-та танкова, 5-та повітряна армії і 5-й гвардійський кавалерійський корпус — усього бл. 595 тис. осіб, 8890 гармат і мінометів, 670 танків і самохідних артилерійських установок, 551 літак; команд. фронту — Маршал Рад. Союзу І.Конєв). За директивою  Верховного головнокомандування від 18 лютого 1944 вони мали здійснити удар з рубежу Звенигородка — Шпола (нині місто Черкаської обл.) на Умань, надалі вийти на рубіж Дністра.
Їм протистояла 8-ма армія групи армій «Південь» (команд. групи армій — генерал-фельдмаршал Е. фон Манштейн) і частина сил 6-ї армії групи армій «А» (команд. групи армій — генерал-фельдмаршал П.-Л. фон Клейст) — усього до 400 тис. осіб, бл. 3,5 тис. гармат і мінометів, до 450 танків і штурмових гармат, бл. 500 літаків 4-го повітряного флоту.
Вранці 5 березня 1944 три загальновійськові армії ударного угруповання 2-го Українського фронту перейшли в наступ. Того ж дня введені в операцію 2-га танкова і 5-та гвард. танкова армії, слідом за ними почалося висування 6-ї танкової армії. Удар виявився для противника несподіваним. До кінця другого дня операції ворожа оборона була зламана на 60-км фронті, війська просунулися на 25 км в розташування противника.
7 березня 1944 противник почав контрудар у районі залізничної ст. Поташ (нині село Маньківського району Черкаської обл.) силами трьох танкових дивізій і двох бригад штурмових гармат, але зазнав у зустрічних боях значних втрат і відступив. Упродовж дня радянські війська на головному напрямку розширили прорив до 80 км по фронту й до 50 км углиб, з ходу форсували р. Гірський Тікич (бас. Південного Бугу) і здолали останній оборонний рубіж противника на шляху до Півд. Бугу. Успіху сприяло те, що значна частина німецьких військ із району Умані перегруповувалася на північ для відбиття наступу Першого Українського фронту.
8 березня 1944 завдали допоміжного удару на лівому крилі фронту 5-та гвардійська армія (команд. — генерал-лейтенант О.Жадов) і 7-ма гвардійська армія (команд. — генерал-полковник М.Шумилов), які до кінця дня прорвали оборону німецьких військ на 12-км ділянці й просунулися на глибину до 7 км у напрямку Новоукраїнки. Радянські війська на головному (уманському) напрямку 8—9 березня подолали 25—30 км, розширивши фронт наступу до 170 км, а 10 березня 1944 здобули м. Умань і залізничну ст. Христинівка, які були великими вузлами опору противника.

## 2-й етап
Ставка Верховного головнокомандування 11 березня 1944 уточнила завдання всім Укр. фронтам. 2-му Укр. фронту, розвиваючи наступ, належало гол. угруповання спрямувати в пн.-зх. напрямку (Могилів-Подільський, Ямпіль) для сприяння 1-му Укр. фронту в оточенні й подальшому розгромі осн. сил нім. 1-ї танк. армії. Передові загони армій 2-го Укр. фронту вийшли на 100-км фронті до р. Пд. Буг, з ходу його форсували та із введенням в операцію 6-ї танк. армії 17—19 березня вийшли до Дністра в р-ні Могилів-Подільський—Ямпіль. З 17 до 22 березня війська фронту форсували Дністер і захопили великий плацдарм на його правому березі на південь від Могилева-Подільського. Війська лівого крила фронту до 20 березня вийшли до Пд. Бугу в районі Первомайська і 22 березня 1944 звільнили це місто від противника, правого крила — висувалися в напрямку Хотина. Таким чином група армій «Південь» була розчленована на дві частини.

## 3-й етап
22 березня 1944  Верховного головнокомандування вирішила змінити напрямок головного удару 2-го Українського фронту. Було наказано частиною сил правого крила вийти на р. Прут (прит. Дунаю) й одночасно головними силами наступати на південь уздовж правого берега Дністра та залізничної дороги на Одесу, опанувати рубежі Бендери (нині місто в Молдові) — Тирасполь — Роздільна (нині місто Одеської обл.), відкинути противника до Чорного моря й не допустити його відходу за Дністер. За задумом мали бути оточені та у взаємодії з Третім Українським фронтом знищені німецька 6-та армія, румунська 3-тя армія та частина сил німецької 8-ї армії. Частина сил 40-ї армії (команд. — генерал-лейтенант П.Жмаченко) скеровувалася
для сприяння військам 1-го Українського фронту щодо завершення оточення та знищення німецької 1-ї танкової армії. 31 березня 1944 відбулася зустріч передових з'єднань 1-го та 2-го Українських фронтів у районі Хотина. Однак сил для завершення ліквідації оточеного угруповання виявилось недостатньо (див. Проскурівсько-Чернівецька наступальна операція 1944).
Розвиваючи наступ із дністровського плацдарму в південному напрямку, 27-ма, 52-га, 4-та гвардійська, 2-га танкова й 6-та танкова армії 26 березня 1944 вийшли на 85-км фронті на північ від Ясс (Румунія) на державний кордон СРСР. У ніч на 28 березня 1944 війська фронту форсували Прут і перенесли бойові дії на територію Румунії. 6 квітня 1944 вони оволоділи Ботошанами (Румунія), вийшли на підступи до Ясс і Кишинева (нині столиця Молдови). Поворот гол. сил 2-го Українського фронту для виконання поставлених Ставкою Верховного головнокомандування завдань здійснювався в ході наступу, в дуже складній обстановці. Війська діяли у тяжких умовах бездоріжжя, сильно розтяглися, підвезення матеріально-технічних засобів стало вкрай скрутним. Війська втомилися й зазнавали значних втрат. Німецьке командування, прагнучи зупинити просування військ 2-го Укр. фронту, безупинно підсилювало свої війська на яссько-кишинівському напрямку.
Для закриття величезного пролому, що утворився в результаті наступу радянських військ, на ясський напрямок висунуто румунську 4-ту, а на кишинівський — 9 дивізій зі складу німецької 6-ї армії. Ці війська зайняли найважливіші гірські перевали в Карпатах і вигідні оборонні рубежі. Війська 2-го Укр. фронту в 1-й декаді квітня 1944 досягли рубежу Солка — Кристешти (обидва в Румунії) — Оргіїв (нині м. Орхей) — Дубоссари — Ташлик (нині всі в Молдові). Подальші їхні спроби наступати успіху не мали і 17 квітня 1944 вони перейшли до оборони.
Разом із тим, активні бойові дії 2-го Укр. фронту дали можливість військам 3-го Укр. фронту підвищити темпи наступу на Одесу (Одеська наступальна операція 1944). В умовах загрози оточення військ групи армій «А» в межиріччі Півд. Бугу і Дністра противник ще 28 березня 1944 почав відведення німецької 6-ї армії та румунської 3-ї армії, яким удалося вислизнути від оточення між Півд. Бугом і Дністром.

## Ціна успіху
Успіх У.-Б.н.о. обумовлений досягненням раптовості переходу в наступ, рішучим масуванням сил і засобів і створенням потужного танкового тарана для швидкого прориву оборони ворога, широким маневром танковими арміями в його оперативній глибині, швидким розгромом контрударного угруповання противника, оперативним перенесенням головних зусиль з одного напрямку на інший за чіткої взаємодії сил і засобів фронту між собою та з військами сусідніх фронтів. Втрати радянських військ: безповоротні — понад 66 тис. осіб, санітарні — бл. 201 тис. осіб.